# Астанин, Валерий Иванович
Вале́рий Ива́нович Аста́нин (16 апреля 1945 — 6 февраля 2022) — советский волейболист и российский военачальник. Мастер спорта СССР (1967), мастер спорта СССР международного класса (1973). Генерал-лейтенант (2003).
Отец волейболиста Максима Астанина.

## Биография

### Спортивная карьера
Воспитанник волейбольной школы Алма-Аты. С 1966 по 1973 — игрок ЦСКА. Победитель Кубка европейских чемпионов 1973 года. Серебряный призёр Спартакиад народов СССР 1967, 1971. Чемпион СССР 1966, 1970—1973 годов.
Участник чемпионата мира 1970 года, где советская сборная выступила неудачно, заняв шестое место.

### Военная карьера
На военной службе в Вооружённых силах СССР и Российской Федерации с 1964 по 2005 год. В 1971 году окончил Московское высшее военное командное училище имени Верховного Совета РСФСР, в 1975 году окончил Военную академию воздушно-космической обороны имени Маршала Советского Союза Г. К. Жукова.
Прошел путь от командира взвода до начальника Управления комплектования Главного организационно-мобилизационного управления Генерального штаба. С 2005 по 2009-й год — советник начальника Главного организационно-мобилизационного управления Генерального штаба. Помощник военного комиссара г. Москвы.
Был председателем Совета ветеранов Главного организационно-мобилизационного управления Генерального штаба Вооружённых сил Российской Федерации.
Воинские звания — генерал-майор (06.05.1993), генерал-лейтенант (21.02.2003).
Награждён орденами Мужества (14.12.1996), «За службу Родине в Вооружённых Силах СССР» 3-й степени, медалями СССР и РФ.
Скончался 6 февраля 2022 года на 77-м году жизни.